# Ardisiandra primuloides
Ardisiandra primuloides är en viveväxtart som beskrevs av Paul Erich Otto Wilhelm Knuth. Ardisiandra primuloides ingår i släktet Ardisiandra och familjen viveväxter. Inga underarter finns listade i Catalogue of Life.